# Астер, Адель
Адель Астер (англ. Adele Astaire, урождённая Адель Мари Аустерлиц (англ. Adele Marie Austerlitz), 10 сентября 1896[…], Омаха, Небраска — 25 января 1981[…], Тусон, Аризона или Скотсдейл, Аризона) — американская танцовщица и актриса. Старшая сестра Фреда Астера, а также его партнёр по эстраде на протяжении 27 лет.

## Биография
Отец Адель, Фредерик Эммануэль Аустерлиц (1868—1924), был австрийским иммигрантом, урождённым евреем в лютеранской семье немецких иммигрантов. Артистические способности детей побудили семью Аустерлиц переехать из Омахи в Нью-Йорк, где Адель с братом была отдана в театральную школу. В 1905 году они взяли себе псевдоним Астер для выступления в водевиле. Семейная же легенда связывает псевдоним Астер с неким дядей, которого якобы звали Л’Астер. Их выступления в водевиле продолжались с переменным успехом и перерывами, пока они не попали на Бродвей с пьесой «Вне себя от радости» в 1917 году. На протяжении 1920-х годов Фред и Адель появлялись на Бродвее и на лондонской сцене в таких спектаклях, как «Леди, будь добра», «Забавная мордашка» и «Фургон с оркестром», получив признание публики по обеим сторонам Атлантики.

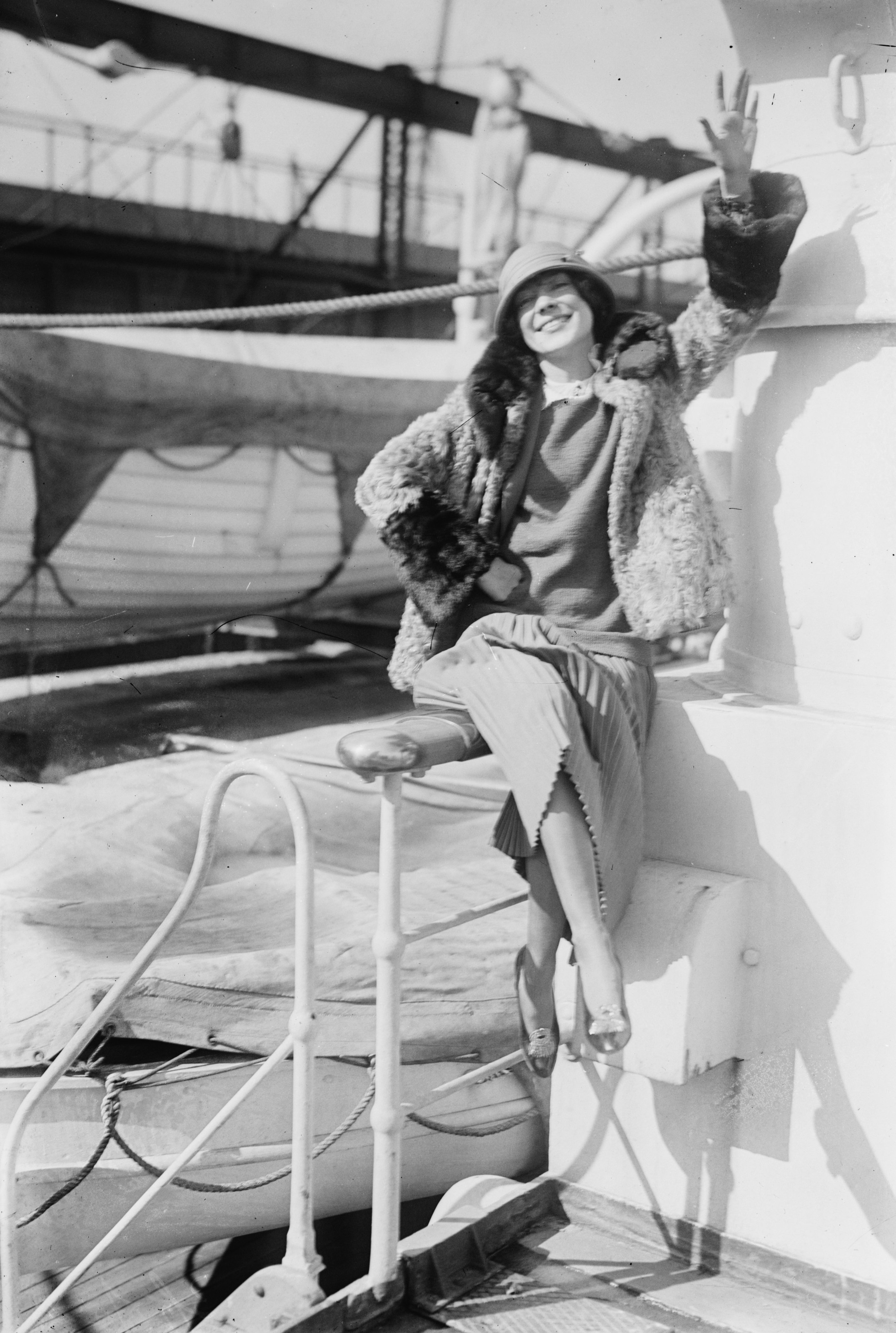
Адель на борту океанского лайнера

В 1932 году Адель Астер вышла замуж за лорда Чарльза Кавендиша, сына герцога Девонширского, после чего их дуэт с братом распался. После замужества она переехала в Ирландию, где уединилась вместе с мужем в замке Лисмор. От Кавендиша Астер родила троих детей: дочь в 1933 году, и двух братьев-близнецов в 1935, однако все её дети умерли вскоре после рождения.
Успехи Фреда Астера в кино побудили и Адель пойти по его стопам. В 1935 году она приехала в Голливуд, где обсуждались возможности её съёмок в мюзикле, но в итоге от данных планов она отказалась и ни разу не появилась на большом экране.
В 1944 году от алкоголизма умер муж Астер Чарльз Кавендиш. После его смерти Ирвинг Берлин предложил ей вернуться на сцену, но она отклонила предложение. В 1947 году Астер вновь вышла замуж. Её вторым супругом был Кингман Даглас, банкир и офицер ВВС, брак с которым продлился до смерти Дагласа в 1971 году. Адель Астер скончалась в январе 1981 года в мемориальном госпитале города Скотсдейл в Аризоне после перенесённого ранее инсульта.